# Pecan Hill
La ville de Pecan Hill est située dans le comté d’Ellis, dans l’État du Texas, aux États-Unis. Sa population s’élevait à 626 habitants lors du recensement de 2010, estimée à 652 habitants en 2016.

## Source
- (en) Cet article est partiellement ou en totalité issu de l’article de Wikipédia en anglais intitulé « Pecan Hill, Texas » (voir la liste des auteurs).